# Bongi Ntuli
Bonginkosi Ntuli (Pietermaritzburg, 28 de março de 1991 – Pietermaritzburg, 5 de novembro de 2023), foi um futebolista da África do Sul que jogava como atacante.

## Carreira
Ntuli começou a carreira na Vodacom League com o Sobantu Shooting Stars antes de ingressar para o Golden Arrows.

## Morte
Ntulli morreu no dia 5 de novembro de 2023 aos 33 anos, vítima de um câncer.